# Ma’an (sockenhuvudort i Kina, Jiangxi Sheng, lat 26,21, long 115,55)
Ma'an är en sockenhuvudort i Kina. Den ligger i provinsen Jiangxi, i den sydöstra delen av landet, omkring 280 kilometer söder om provinshuvudstaden Nanchang. Antalet invånare är 15 962. Befolkningen består av 8 557 kvinnor och 7 405 män. Barn under 15 år utgör 35 %, vuxna 15-64 år 54 %, och äldre över 65 år 10,0 %.
Runt Ma'an är det tätbefolkat, med 257 invånare per kvadratkilometer. Närmaste större samhälle är Yinkeng, 6,7 km öster om Ma'an. I omgivningarna runt Ma'an växer i huvudsak blandskog.
Genomsnittlig årsnederbörd är 2 051 millimeter. Den regnigaste månaden är maj, med i genomsnitt 345 mm nederbörd, och den torraste är oktober, med 23 mm nederbörd.